# Alvaiázere (freguesia)
Alvaiázere is een plaats (freguesia) in de Portugese gemeente Alvaiázere en telt 1 818 inwoners (2001).